# Sandiães
Sandiães é uma povoação portuguesa do Município de Ponte de Lima que foi sede da extinta Freguesia de Sandiães, freguesia que tinha 2,68 km² de área e 435 habitantes (2011), e, por isso, uma densidade populacional de 162,3 hab/km².
A Freguesia de Sandiães foi extinta (agregada) pela última Reorganização administrativa do território das freguesias, de acordo com a Lei nº 11-A/2013 de 28 de Janeiro, tendo o seu território sido agregado ao das Freguesias de Gaifar e Vilar das Almas para constituir a Freguesia de Vale do Neiva com sede em Gaifar.

## Toponímia
De acordo com o linguista José Pedro Machado, o nome «Sandiães» provém do latim tardio Villa Sandilanis, o que significa «quinta ou herdade de Sandila», sendo que Sandila se reportará ao nome de algum latifundiário visigótico que terá detido propriedades na região.

## População
| População da freguesia de Sandiães | População da freguesia de Sandiães | População da freguesia de Sandiães | População da freguesia de Sandiães | População da freguesia de Sandiães | População da freguesia de Sandiães | População da freguesia de Sandiães | População da freguesia de Sandiães | População da freguesia de Sandiães | População da freguesia de Sandiães | População da freguesia de Sandiães | População da freguesia de Sandiães | População da freguesia de Sandiães | População da freguesia de Sandiães | População da freguesia de Sandiães |
| ---------------------------------- | ---------------------------------- | ---------------------------------- | ---------------------------------- | ---------------------------------- | ---------------------------------- | ---------------------------------- | ---------------------------------- | ---------------------------------- | ---------------------------------- | ---------------------------------- | ---------------------------------- | ---------------------------------- | ---------------------------------- | ---------------------------------- |
| 1864                               | 1878                               | 1890                               | 1900                               | 1911                               | 1920                               | 1930                               | 1940                               | 1950                               | 1960                               | 1970                               | 1981                               | 1991                               | 2001                               | 2011                               |
| 396                                | 429                                | 401                                | 412                                | 400                                | 421                                | 420                                | 424                                | 501                                | 473                                | 417                                | 454                                | 438                                | 423                                | 435                                |

| Distribuição da População por Grupos Etários | Distribuição da População por Grupos Etários | Distribuição da População por Grupos Etários | Distribuição da População por Grupos Etários | Distribuição da População por Grupos Etários | Distribuição da População por Grupos Etários | Distribuição da População por Grupos Etários | Distribuição da População por Grupos Etários | Distribuição da População por Grupos Etários | Distribuição da População por Grupos Etários |
| -------------------------------------------- | -------------------------------------------- | -------------------------------------------- | -------------------------------------------- | -------------------------------------------- | -------------------------------------------- | -------------------------------------------- | -------------------------------------------- | -------------------------------------------- | -------------------------------------------- |
| Ano                                          | 0-14 Anos                                    | 15-24 Anos                                   | 25-64 Anos                                   | > 65 Anos                                    |                                              | 0-14 Anos                                    | 15-24 Anos                                   | 25-64 Anos                                   | > 65 Anos                                    |
| 2001                                         | 60                                           | 52                                           | 208                                          | 103                                          |                                              | 14,2%                                        | 12,3%                                        | 49,2%                                        | 24,3%                                        |
| 2011                                         | 60                                           | 46                                           | 214                                          | 115                                          |                                              | 13,8%                                        | 10,6%                                        | 49,2%                                        | 26,4%                                        |